# Brachirus aenea
Brachirus aenea är en fiskart som först beskrevs av Smith, 1931.  Brachirus aenea ingår i släktet Brachirus och familjen tungefiskar. Inga underarter finns listade.